# Купянский силикатный завод
Купянский силикатный завод (укр. Куп'янский силікатний завод) — промышленное предприятие в пгт. Купянск-Узловой Харьковской области.

## История
Предприятие было основано в 1911 году как небольшое предприятие по производству кирпичей на узловой станции города Купянск, но в ходе гражданской войны оно было разрушено.
В 1925-1926 гг. предприятие было восстановлено и введено в эксплуатацию как Купянский силикатный завод.
В ходе индустриализации СССР потребность в строительных материалах увеличилась, и в 1930е годы силикатный завод был реконструирован.
После начала Великой Отечественной войны в ходе боевых действий и немецкой оккупации города в 1942 - 1943 гг. предприятие было разрушено, но после окончания боевых действий в соответствии с четвёртым пятилетним планом восстановления и развития народного хозяйства СССР было восстановлено.
В 1963 году завод был реконструирован.
С целью увеличения мощностей предприятия по производству пенобетона, в соответствии с 12-м пятилетним планом развития народного хозяйства СССР (1986 - 1990 гг.) в октябре 1986 года Совет министров УССР утвердил решение о расширении соответствующего цеха завода в 1988 - 1990 гг..
В целом, в советское время завод входил в число ведущих предприятий города.
После провозглашения независимости Украины государственное предприятие было преобразовано в частное предприятие.
В феврале 2008 года в результате объединения 15 предприятий и организаций промышленности строительных материалов был создан вертикально интегрированный строительный концерн "Монолит", в состав которого вошёл Купянский силикатный завод.
26 марта 2009 года Харьковский областной совет разрешил заводу начать разработку южной части Купянского месторождения строительного песка на участке у села Глушковка Купянского района Харьковской области.

## Современное состояние
Завод производит блоки из газобетона и силикатный кирпич.